# Niklas Vesterlund
Niklas Vesterlund (født 6. juni 1999) er en dansk professionel fodboldspiller, der spiller som højre back for den hollandske Eredivisie klub Utrecht.

## Karriere

### Tromsø
I maj 2021 skrev Vesterlund under med det norske hold Tromsø. Oprindeligt underskrev han en kontrakt, der varede indtil slutningen af 2023-sæsonen, men i slutningen af 2022 forlængede han sin kontrakt med to år mere, hvilket holdt ham i klubben indtil slutningen af 2025-sæsonen.

### Utrecht
I starten af 2024 underskrev Vesterlund under en kontrakt med Eredivisie- klubben Utrecht til midten af 2027 med option på at forlænge kontrakten et år mere.